# Trachypithecus cristatus
Il presbite dalla cresta o presbite argentato (Trachypithecus cristatus Raffles, 1913) è una scimmia del Vecchio Mondo della famiglia Cercopithecidae. È la specie tipo del genere Trachypithecus.

## Descrizione
È riconoscibile dalle estremità grigie che spiccano su una pelliccia bruno scura o nera, nonostante l'inguine e la parte ventrale della coda siano di colore giallastro. Le femmine sono lunghe 46–51 cm, a cui si aggiungono 67–75 cm di coda, e pesano 5,7 kg. I maschi sono lunghi 50–58 cm, a cui si aggiungono 67–75 cm di coda, e pesano 6,6 kg. Alla nascita il suo pelame è arancione, ma intorno ai tre mesi di età si sviluppa la colorazione adulta. Ha una stomaco grande e dalla struttura molto complessa, utile per digerire la cellulosa che incontra nella sua dieta erbivora.

## Biologia
Il presbite dalla cresta è un animale arboricolo.

Vive in gruppi, di 9-30 esemplari, composti da un maschio adulto e da molte femmine adulte, le quali si prendono cura in comune dei piccoli. Il maschio adulto protegge il suo gruppo e il proprio territorio dai maschi rivali, comunicando la sua dominanza con vocalizzazioni e combattimenti.

La sua dieta è costituita dal 60 all'80% di foglie.

## Distribuzione e habitat
Il presbite dalla cresta vive nelle foreste costiere di mangrovie di un'area che va dalla Birmania fino all'Indocina e al Borneo.

## Sottospecie
È suddiviso in due sottospecie:
- Trachypithecus cristatus cristatus
- Trachypithecus cristatus vigilans